# تشارلي سميث
تشارلي سميث (بالإنجليزية: Charlie Smith)‏ (10 يوليو 1859 - 29 نوفمبر 1942) هو لاعب كريكت بريطاني (وحمل سابقاً جنسية المملكة المتحدة لبريطانيا العظمى وأيرلندا). لعب مع نادي مقاطعة نورثامبتونشير للكريكت ‏.